# Alfred Ekedahl
Josef Alfred Ekedahl, född den 2 december 1860 i Tolgs socken, Kronobergs län, död den 1 februari 1936 i Bergs församling, Kronobergs län, var en svensk präst. Han var son till Jonas Ekedahl, bror till Esaias Ekedahl och morbror till Elin och Harald Wägner. 
Efter studier i Växjö blev Ekedahl 1879 student vid Uppsala universitet, där han avlade teoretisk teologisk examen 1881, praktisk teologisk examen 1882, teologisk-filosofisk examen 1884 och teologie kandidatexamen 1890. Efter prästvigningen 1884 blev han kyrkoherde i Berg som fjärde provpredikant 1893 och kontraktsprost i Norrvidinge 1896. Ekedahl blev ledamot av Nordstjärneorden 1907.